# René Camphin
Pour les articles homonymes, voir Camphin.
René Camphin, dit colonel Beaudoin, né le 21 février 1913 à Saint-Nicolas (Pas-de-Calais) et mort le 6 mars 1954 à Paris, est un résistant et homme politique français, dirigeant national des FTP comme bras droit de Charles Tillon à la tête de la Résistance intérieure française. 
Brièvement syndicaliste CGT dans le textile et la plomberie avant la guerre, il a préparé puis dirigé, comme adjoint du colonel Rol-Tanguy, l'insurrection menant à la Libération de Paris à l'été 1944. C'est l'un des cinq communistes à être accédé au grade de colonel via la Résistance intérieure française, au cours de laquelle ses deux frères, les cheminots CGT Paul Camphin et Maurice Camphin, ont été fusillés par les Allemands.
Il fut ensuite leader pendant une décennie du PCF dans la Région Nord-Pas-de-Calais. Tête de liste aux élections législatives de 1945, 1946 et 1951 dans le Pas-de-Calais son score progresse à chaque fois, toujours au dessus d'un tiers du total des voix. Atteint d'un cancer du poumon en 1949, il est ensuite victime, comme des dizaines d'autres ex-résistants des purges politiques des années 1950 à la direction du PCF et met fin à ses jours en 1954.

## Biographie

### Origine, famille et adolescence
Petit-fils de mineurs et fils d'un cheminot d'Arras, René Camphin est ouvrier typographe à quatorze ans, en mai 1927, l'année où il adhère aux jeunesses communistes et entre au secrétariat régional. Sa mère Eugénie Camphin et son père Maurice, militants très actifs et principales figures du communisme arrageois, accueilleront chez eux des réfugiés républicains de la Guerre d'Espagne,,, dont l'un, Alphonse Pelayo, sera chargé le 4 octobre 1939 d'aller chercher à Paris le numéro un national du PCF Maurice Thorez pour l'évacuer vers Bruxelles, ce qui permet aux Camphin de l'informer de l'arrestation de deux membres de leur famille. 
Licencié de son premier emploi alors qu'il n'est pas encore majeur, René Camphin devient plombier à Douai, Lille et Valenciennes, puis entre aux services municipaux d'Arras comme manœuvre à la voirie, où il anime le syndicat CGTU des communaux, avant de devenir, après la réunification syndicale, secrétaire général de ce syndicat, affilié à la CGT. Mais il est à nouveau licencié, le 12 novembre 1937 par la Ville d'Arras le jour de sa candidature à l’élection municipale complémentaire du 12 décembre.

### Carrière politique avant-guerre
Adhérent au PCF en 1933, il s'investit dans les campagnes du Front populaire et devient, l'année suivante, après son licenciement, secrétaire du rayon d'Arras du PCF. Appelé en 1938 à seconder Auguste Lecœur à la direction régionale du parti, il s'installe à 25 ans à Lens. Il y est élu secrétaire de la fédération PCF du Pas-de-Calais et de la fédération régionale du Nord-Pas-de-Calais, avec Henri Thiébaut, maire de Liévin et Cyprien Quinet, seul communiste du bureau du syndicat des mineurs du Pas-de-Calais, dominé par les ex-confédérés (socialistes) et seul député communiste du département, qui a battu en 1936 le sortant socialiste Raoul Évrard à Oignies-Carvin.
René Camphin se fait connaître alors comme un militant "particulièrement dynamique et dévoué, enthousiaste, entreprenant, sympathique même dans les rangs adverses".

### Seconde Guerre mondiale
En 1939, il est arrêté pour avoir signé, avec Lecoeur et Cyprien Quinet, un tract défendant le pacte germano-soviétique. Condamné à trois mois de prison par le conseil de guerre, il est cependant incorporé dans l'armée en mai 1940, participe aux combats où il est fait prisonnier à Belfort le 17 juin 1940.
Évadé en septembre 1941 d’Allemagne en traversant le Rhin à la nage, il se cache en zone sud et trouve du travail dans les mines de charbon du secteur de Saint-Étienne, avant de revenir dans le Pas-de-Calais, où il cofonde le journal clandestin communiste, L'Enchainé du Pas-de-Calais, édition départementale de L'Enchainé, dont le tirage avoisinait 17 000 à 18 000 exemplaires en 1939. René Camphin y signe de nombreux articles à « forte coloration patriotique et jacobine »  (« Défendons la terre française ! »), bravant la ligne de pacte germano-soviétique de la direction du PCF, puis est appelé par Auguste Lecœur en région parisienne pour participer à la direction nationale de la résistance communiste.
Dès février 1943, sous le pseudonyme Colonel Baudouin, il entre au comité militaire national dirigé par Charles Tillon, et qui a la responsabilité d'organiser l'action des Francs-tireurs et partisans (FTP). Il s'occupe essentiellement du recrutement et de l'encadrement militaire. 
Ses deux frères, cheminots, syndicalistes CGT et résistants, sont torturés et assassinés par les Allemands. Maurice, pris par les Allemands en mai 1942, est fusillé un an après tandis que Paul Camphin, officier FTP, connaît le même sort en novembre.
Grand organisateur de la mise en ordre de bataille des FTP pour la libération de Paris, préparée avec Charles Tillon dans la Vallée de Chevreuse, son engagement lui vaut de finir la guerre avec les plus hautes décorations militaires. Il fait partie des cinq communistes ayant reçu le grade de colonel des FFI, avec Georges Guingouin, Albert Ouzoulias, Pierre Georges, dit "Colonel Fabien" et  Henri Rol-Tanguy.
En août 1944, il participe lui-même aux combats en divers lieux de la capitale. Lors de prise aux Allemands de l'immeuble du Parti communiste, Rue Lafayette, René Camphin abattit « un tireur d'arrière garde qui s'était réfugié sur le toit de l'immeuble », sauvant de nombreuses vies.

### Après-guerre
Conseiller municipal d'Arras à partir de 1945, il est élu député à la première constituante, puis réélu en 1946 et 1951, siègeant à l'Assemblée nationale jusqu'à sa mort.
Au cours de la même année 1945, il a pour mission de superviser l'intégration des FTP dans les FFI et fait partie des membres du comité central du PCF qui se déclarent opposé à la dissolution des milices patriotiques. 
Il est élu secrétaire adjoint, puis en 1947 secrétaire de la fédération communiste du Pas-de-Calais, dont le siège est à Lens, capitale du bassin minier du Nord et du Pas-de-Calais. Le socialiste Jules Moch, nommé ministre de l'intérieur à la fin des grèves de 1947, y envoie des milliers de soldats et policiers réprimer ce mouvement social auquel les adhérents socialistes de la CGT, qui préparaient depuis des mois la création du nouveau syndicat FO, refusent de participer.
Après la grève des mineurs de 1948, il défend une proposition de loi réclamant l'amnistie des mineurs condamnés pour faits de grève. À l'Assemblée, il est l'est l'un des députés communistes les plus actifs, multipliant les interventions et propositions sur les sujets concernant les mineurs. 

### Soins de 1950 et cancer du poumon
René Camphin, qui fut mineur dans la Loire avant la Seconde Guerre mondiale, doit en 1949 se faire remplacer au secrétariat de la fédération communiste du Pas-de-Calais, en raisons de symptômes du cancer du poumon, car il doit être soigné six mois, de novembre 1949 au printemps 1950, à la Maison des mineurs de Vence, créée en 1946-1947 par les Houillères du Centre-Midi, qui accueillait « bon nombre de malades venus des Houillères du Nord-Pas-de-Calais » pour des cas de silicoses, puis d’autres maladies pulmonaires. 
Il y rencontre à la Noël 1949 son ami Roger Pannequin, qui passe lui un séjour de soin dans un autre établissement de soins du PCF, tout proche. Il est toujours quand il est réélu, en avril 1950, membre suppléant du comité central lors du XIIe congrès du PCF. 
Son biographe Daniel Hemery révélera au XXIème siècle qu'il souffrait d'un cancer des poumons depuis quatre ans, lorsqu'il décéda d'un suicide, dans la nuit du 5 au 6 mars 1954.

### Progrès aux élections législatives de 1951
Dans le sillage des deux grandes grèves des mineurs de l'après-guerre, la vague de novembre-décembre 1947 et celle d'octobre-novembre 1948, René Camphin est tête de liste du PCF aux législatives de 1951, dans l'une des deux circonscriptions du Pas-de-Calais, celle d'Arras et des principaux cantons miniers. 
Le scrutin s'annonce risqué pour les communistes, sévèrement brouillés, depuis la création de FO, avec la SFIO, qui y obtenait encore 38% en 1945 et s'est allié aux partis du centre dans le cadre de la Troisième force. Mais le PCF résiste cependant aussi à l'émergence spectaculaire du RPF (gaulliste), absent des législatives de 1946, qui obtient du premier coup 21,6 % des voix et 120 députés à l'échelle nationale, le PCF restant le premier parti avec 26% , et ne perdant que deux points. 
Dans la région Nord-Pas-de-Calais, fief socialiste et gaulliste, le PCF résisten encore beaucoup mieux qu'ailleurs et reste même au plus haut, à 29,7 % d,, alors que la SFIO y perd 3,5 points pour revenir à 24,6 % et même sept points par rapport aux législatives de 1945, où elle était la première force dans la région avec 31,8 %. 
Dans le département du Pas-de-Calais où travaillent deux-tiers des mineurs du bassin minier du Nord et du Pas-de-Calais, la liste communiste emmenée par René Camphin gagne même un point pour atteindre 36,4 % le 17 juin 1951, devançant de plus de dix points sa rivale socialiste, revenue à 25,5 % contre 28,5 % en 1946 et 38 % en 1945. La liste socialiste du Pas-de-Calais est pourtant menée par Guy Mollet, député-maire d'Arras, qui n'a abandonné la présidence du conseil général en 1946 qu'après son élection comme secrétaire général de la SFIO et qui deviendra président du conseil en janvier 1956. 
Le PCF du Pas-de-Calais passe, en 1951, de quatre à cinq députés, le succès de René Camphin permettant l'entrée dans l'hémicycle de deux quadragénaires, André Mancey et Jeannette Prin, une ex-socialiste, médaille de la Résistance, spécialiste des questions du droit des femmes, qui sera réélue en 1956 puis une voix remarquée des opposants à la guerre d'Algérie à l'Assemblée nationale lors des incidents de février 1958, en donnant lecture des témoignages du comité de résistance spirituelle.

### Défense des ex-résistants
Au cours de la période 1050-1953, il n'hésite pas à soutenir d'anciens camarades de la Résistance au moment où celle-ci est globalement dénigrée. Lorsqu'ils sont accusés d'avoir détourné de l'argent pendant la guerre, il apporte les preuves que les masses de billets volés dans des banques ou des transports de fonds étaient nécessaires à la Résistance et utilisés comme tels. Une quinzaine d'annés plus tard, sa mère Eugénie Camphin sera la principale figure, dans la région, du Secours rouge, créé par d'anciens résistants pour venir en aide aux procès menés contre les militants les plus actifs de Mai 1968.
A l'Assemblée nationale, il est en pointe dans deux longs débats sur l’amnistie en 1952 (juillet et novembre) et en 1953 (février et juillet) après l'avoir été dès le 19 septembre 1951 sur l’échelle mobile des salaires, puis le SMIG (25 février et 9 avril 1952), la Sécurité sociale minière les 29 et 30 octobre 1952 et le budget du Travail et de la Sécurité sociale le 29 octobre 1953. 

### Mise à l'écart du PCF

#### Contexte général
René Camphin est mis à l'écart par le PCF, comme l'avaient été dès 1951-1952 d'autres ex-leaders de la Résistance : André Marty, ex-secrétaire général de l'Internationale communiste et Charles Tillon, chef des Francs-tireurs et partisans de toute la France pendant la Seconde Guerre mondiale, ou encore en 1953 l'ex-commandant Roger Pannequin et le colonel Georges Guingouin, responsable des maquis du Limousin pendanr la guerre. 
Chez les historiens, Annie Kriegel, éditorialiste au Figaro, a vu dans ce processus général un désaccord politique de fond entre dirigeants communistes peu avant la mort de Staline et Philippe Robrieux un réflexe de défense de l'entourage du secrétaire général Maurice Thorez, inquiet de n'avoir pas la même légitimité historique qu'eux, n'ayant pas participé à la Résistance française, thèses également défendues par une autre victime, de ce processus Auguste Lecoeur, qui faisait, avant son éviction, figure de dauphin et rival de Maurice Thorez.
René Camphin n'a cependant participé à aucune de ces évictions, défendant au contraire plusieurs victimes, à la différence d'Auguste Lecoeur, soucieux ne pas compromettre ses chances de succéder au secrétaire général, qui est discrêtement brouillé avec Camphin depuis 1951.
Au même moment en Tchécoslovaquie, l'affaire Slansky-Clementis-London qui aboutit au "grand procès", du 20 au 27 novembre 1952 et à la pendaison de onze accusés, Rudolf Slánský ayant après des semaines de torture en prison requis pour lui-même la peine de mort, exigée plusieurs fois lors de l'audience par le rédacteur en chef de Rudé Právo, André Simone. Deux décennies plus tard, lors de la sortie du film de Costa-Gavras, "L'Aveu, une investigation démentira la croyance que la presse communiste française de 1951-1952 n'avait absolument rien publié à ce sujet: elle a au contraire salué dans ces pendaisons "une grande victoire", ses envoyés téléphonant à Paris "des comptes rendus d'une extrême dureté à l'encontre de Rudolf Slánský, d'Arthur London et de leurs coaccusés", le numéro deux du PCF Jacques Duclos fustigeant même dans L'Humanité dans un même article "les traîtres de Prague et ceux de Paris : André Marty, Charles Tillon".

#### Les brimades au motif de l'affaire Pronier
En 1951, René Camphin, qui sort de six mois de soins à Vence pour son cancer du poumon, subit des brimades au sein de son propre parti. La voiture de fonction qui lui servait se déplacer à travers le large bassin minier du Pas-de-Calais lui est retirée, ce dont il gardera une réelle amertume, selon sa famille. Cette décision est prise au prétexte de l'affaire Pronnier,, au cours de laquelle lui et son ami Roger Pannequin, qui fut le premier adjoint à la mairie de Lens d'Auguste Lecœur en 1945-1947, sont mis en cause, sur la base du témoignage très controversé du meurtrier d'un paysan , auquel la Cour d'Assises ne donnera finalement pas crédit. Roger Pannequin reçoit selon lui un "blâme" symbolique du comité central en avril 1951, tout comme son ami René Camphin car l'accusé a tenté de faire croire qu'il n'était qu'un simple exécutant et le garde du corps de Roger Pannequin. Auguste Lecœur fait état d'un blâme, en écrivant sur le sujet dans le journal France Nouvelle, visant le secrétaire fédéral Joseph Legrand, mais interrogé 40 ans plus tard par le cinéaste Mosco, il affirme qu'il n'y a jamais eu de blâme contre Camphin et Pannequin.

#### Le soutien public à Georges Guingouin
Le Monde a souligné dès le lendemain du décès de René Camphin un lien évident avec « la disgrâce » concomitante de deux autres ex-leader de la Résistance dont il fut très proche, Auguste Lecoeur et l'ex-colonel Georges Guingouin. Celle d'Auguste Lecoeur visait à le destituer du poste stratégique de "secrétaire à l'organisation" du PCF, destitution qui a concentré la totalité des débats d'un comité central du PCF tenu les 5 et 6 mars 1954, duquel est parti René Camphin le premier jour, avant de décéder dans la nuit. 
Le journal précise que René Camphin « organisait depuis un mois », dans le Limousin, des réunions pour la libération des inculpés des affaires de Domps et Chambenet, des proches de Georges Guingouin, et affirme qu'on « se demande si la disgrâce de M. Lecœur n'aura pas des répercussions sur la fédération communiste » de Georges Guingouin, dans la Haute-Vienne, autre fief du PCF. Selon ce journal, le décès de René Camphin « a eu un profond retentissement dans les milieux communistes limousins » en raison de son soutien actif à Georges Guingouin.
Lors d'un congrès fédéral de 1950, présidé par Auguste Lecœur, la fédération communiste de  la Haute-Vienne avait confié la responsabilité de l'enquête sur ces affaires de Domps et Chambenet à son secrétaire général-adjoint Georges Guingouin, qui avait rédigé en 1949 un rapport critiquant les choix du PCF pendant la seconde guerre mondiale. Ce rapport, adressé au secrétaire général du PCF Maurice Thorez, n'avait pas été pris en considération, en raison du contexte de « stalinisation » du PCF à partir de 1949-1950, qui vaudra même à Georges Guingouin, à partir d'octobre 1952,  des accusations personnelles sur ses activités lors de la clandestinité. Il sera réhabilité et innocenté en 1998, mais la direction du PCF se méfiait dans les années 1950 de ce « chef de maquis populaire », laissant policiers et magistrats tenter de l'impliquer, sans preuves, dans une affaire de meurtres en Haute-Vienne vieille de sept ans. 
Dès 1951, Guingouin avait refusé certaines directives du PCF comme contraire à l'esprit de la Résistance, avec le soutien de « la quasi-totalité des cellules communistes » de la Haute-Vienne, déclenchant un rapport de Léon Mauvais, qui l'écarte de ses fonctions militantes, selon Le quotidien Franc-Tireur, qui a envoyé à Limoges son reporter Roger Dauphin. Il publie, quatre jours plus tard, une enquête détaillée  révélant que dès juin 1944, Guingouin fut mal vu par la directin du PCF pour avoir opté pour un délai avant de prendre Limoges afin d'éviter la violence de la division S.S. « Das Reich » unité d'élite qui avait causé les 99 pendus de Tulle et le massacre d'Oradour-sur-Glane, refusant ainsi d'exécuter un ordre émanant de Léon Mauvais.
La tension opposant Guingouin à Léon Mauvais avait ensuite amené le premier à interdire au second de participer à une réunion préparatoire aux législatives, à Limoges le 23 mai 1951, une faute de discipline pour laquelle Guingouin acceptera ensuite un blâme lors d'un procès interne au PCF en mars 1952.
René Camphin est ainsi interrogé au début de 1954, peu après avoir soutenu Georges Guingouin, par une "commission d’enquête" interne au PCF menée par Léon Mauvais, dont la création a été motivée par le souhait de trouver des accusations contre Auguste Lecoeur. En février 1954 aussi, Marcel Servin, futur successeur d'Auguste Lecoeur au "secrétariat à l'organisation" du PCF, convoque à son tour René Camphin dans son enquête sur Lecoeur et le 25 février, le bureau politique du PCF se fait menaçant, par un texte déplorant publiquement que René Camphin, Roger Pannequin et Joseph Legrand soient « des militants non contrôlés », visant ainsi les trois principaux lieutenants d'Auguste Lecoeur dans l'après-guerre.

## Décès

### Circonstances
René Camphin est retrouvé vêtu d'un pyjama le 6 mars 1954, asphyxié au gaz dans le petit logement prêté par son oncle, au 95 Rue du Faubourg-du-Temple à Paris. Il est décédé au deuxième jour d'un comité central du PCF réuni les 5 et 6 mars à Arcueil et s'ouvrant par une minute de silence pour le premier anniversaire de la mort de Joseph Staline, alors que l'URSS vient au contraire de commencer une période active de destalinisation. Le nom de René Camphin figure dans le résumé mais seulement pour annoncer son décès.
La police a établi que René Camphin a quitté le comité central le premier jour à 13 h 30 après s'être plaint d'une grande fatigue mais n'a plus de trace de lui avant 20 h, quand la concierge lui remet une lettre, alors qu'il préparait son dîner. 
Deux jours après le décès, les experts se demandent s'il n'a pas allumé incomplètement la rangée de becs du vieux réchaud de ce logement, ou si la flamme n'aurait pas « été éteinte par un courant d'air », observe Le Monde du 9 mars, qui signale qu'on attend un rapport d'Henri Moureu, directeur du laboratoire municipal et Roger Souchère, mandatés par le juge d'instruction. Et deux semaines plus tard, ce rapport exclut les deux pistes d'un accident, observe Le Monde : un courant d'air n'a pu éteindre la flamme et le dégagement de gaz carbonique n'était pas suffisant pour l'éteindre, malgré l'aération médiocre, la piste d'un suicide au gaz restant la seule possible.
Son fils apprend par une lettre de son père qu'il s'est suicidé mais ne comprend le motif que quinze ans plus tard, après un autre suicide, celui de Jan Palach, étudiant en histoire tchécoslovaque, le 19 janvier 1969, sur la place Venceslas un lieu central et très fréquenté de Prague: "comme Jan Palach", René Camphin, par son geste de 1954 "disait aux dirigeants de son parti: non, non, vous n'êtes plus communiste", comprend son fils, qui savait déjà que son père "s'était suicidé pour ne pas salir son ami Lecoeur".

### Funérailles
Le président du groupe SFIO à l'Assemblée André Le Troquer salue lors du décès « un colosse, au visage ouvert et sympathique ». Lors de son enterrement le 11 mars 1954, l'hommage à René Camphin réunit plusieurs milliers de personnes, parfois venues avec leurs casques de mineurs et d’anciens résistants, spontanément mêlés sur la Grand-Place d'Arras autour du cercueil drapé du drapeau tricolore et d'une estrade portant ses initiales. « Ces hommages (...) à la glorieuse dépouille de René Camphin, vont à notre Parti communiste français, le Parti des Fusillés, le Parti de la Nation et des "lendemains qui chantent" qu’avec tant de héros et de martyrs et de militants exemplaires ont préparé Paul, Maurice et René Camphin. », les trois frères ainsi réunis par la mort, écrit alors le quotidien régional communiste Liberté.
Le Monde du 9 mars se demande si la disgrâce d'Auguste Lecœur n'aura pas des répercussions sur la fédération communiste de Haute-Vienne, où Georges Guingouin avait été écarté par la direction du PCF en 1952 et où René Camphin organisait depuis un mois des réunions pour demander la libération des inculpés des Affaires de Domps et de Chamberret. Alors que l'accès de Georges Guingouin à la vice-présidence de cette fédération s'était faite lors d'un congrès présidé par Auguste Lecœur en 1950.

### Lettres écrites à Auguste Lecoeur et la famille de Camphin
L'épouse et les enfants de René Camphin n'ont pas conservé les deux lettres privées reçues au lendemain du décès, dont le contenu n'a pas été porté à la connaissance des historiens. Son fils a simplement confirmé qu'il s'agissait bien d'un suicide, 37 ans plus tard, en 1991, au documentariste Mosco Boucault, qui réalise le film de témoignages, Mémoires d'Ex, consacré aux méthodes du stalinisme utilisées par les secrétaires généraux du PCF pour régner par la peur et l'intimidation des militants communistes à différentes époques du XXème siècle (années 1930, 1950 et 1980). « Je savais qu'il s'était suicidé pour ne pas salir son ami Lecoeur. En 1968, j'ai compris le sens profond de son geste. Comme Jan Palach, il disait aux dirigeants de son parti: non, non, vous n'êtes plus communistes », a dit le fils de René Camphin à Mosco Boucault, en référence à Jan Palach, l'étudiant tchèque qui s'est immolé en 1968 pour protester contre la répression du Printemps de Prague par les chars envoyés par le numéro un soviétique Léonid Brejnev. Le  fils de René Camphin avait lui-même  quitté le PCF en 1968 après avoir été présenté aux législatives de novembre 1962 dans la deuxième circonscription du Pas-de-Calais.
Auguste Lecœur affirmera dans ce documentaire de 1991 avoir reçu lui aussi une lettre laissant penser que sa mort serait un suicide au gaz, hypothèse déjà rendue très probable, voire certaine, par le rapport d'experts publié dans la presse dès mars 1954, et seulement contestée plusieurs décennies plus tard par sa mère Eugénie Camphin et sa fille cadette Jocelyne, qui penseront plutôt à un assassinat. Jocelyne Camphin donnera en juin 2000 un entretien à l'historien Daniel Hémery.
Quelques semaines avant de décéder en 1992, Auguste Lecœur affirmera à l'historien Guillaume Bourgeois qu'il n'a pas conservée non plus la lettre reçue en raison d'un contenu privé désagréable pour la veuve de de René Camphin. Ce dernier lui fit parvenir cette lettre l'après-midi précédant sa mort, en écrivant: « je quitte la réunion du comité central, des pressions inadmissibles se sont exercées contre moi, en aucun cas je ne veux participer à la curée organisée » contre Lecoeur pour tenter de justifier sa destitution du poste stratégique de "secrétaire à l'organisation" du PCF. Le nom de Lecoeur figure douze fois dans le compte-rendu de ce comité central, cité par des participants formulant toutes sortes de reproches divers contre lui. L'enregistrement des débats, rendu accessible aux historiens un demi-siècle après, confirmera que cette destitution monopolisa les débats pendant deux jours.

### Commentaires de Lecoeur en 1991 sur des entretiens de 1954
Si Auguste Lecoeur n'a pas rencontré Camphin entre sa mort et son départ du comité central la veille à la mi-journée, il précisera dans le documentaire de 1991 qu'il avait tenu à rencontrer Camphin avant ce comité central des 5 et 6 mars 1954. Lecoeur avait en effet appris avant, que pour assurer leur éviction de la direction du PCF, l'entourage de Maurice Thorez avait envisagé d'accuser tour à tour lui et Camphin, afin de les intimider et les discréditer, de n'avoir pas eu en 1947 « la force politique suffisante » d'empêcher le déraillement du 3 décembre 1947 à Arras, car il a été réalisé dans leur région. Marcel Servin, ex-directeur de cabinet de Maurice Thorez et Léon Mauvais avaient dans ce but fait passer à René Camphin des interrogatoires en février 1954. Marcel Servin est alors « l'un des maitres d'oeuves de la grande épuration décidée en haut lieu à partir de 1950 », selon l'historien du CNRS spécialiste du PCF Philippe Robrieux, au moment où la nouvelle vague des grands procès à l'Est « décidés par Staline », comme le Procès de Prague, et appelées purges staliniennes de 1949-1953,« atteignait les organismes de direction du PCF en France » .
Servin avait déjà été chargé en 1952 par Maurice Thorez d'aller chercher à Prague dans les archives de Rudolf Slánský, secrétaire général du Parti communiste tchécoslovaque, arrêté en novembre 1951 puis pendu en décembre 1952, des documents à charge  susceptibles de justifier l'éviction de la direction du PCF d'André Marty, autre ancien résistant et rival de Maurice Thorez.
Au début de 1954, Marcel Servin s'était rendu discrètement à Lens avec Léon Feix et François Billoux pour tenter, sans succès, de trouver des charges contre l'activité d'Auguste Lecoeur dans cette ville lors des grèves des mineurs 1947 et 1948. Lecoeur est convoqué par François Billoux  pour un interrogatoire le 22 février 1954, et l'informe d'emblée qu'il notera toutes les questions et répondra par une lettre adressée à chaque membre du comité central. L'entretien est écourté immédiatement et Billoux lui dit qu'il sera mis en cause au comité central des 5 et 6 mars, que Lecoeur décide alors de boycotter.
L'entourage de Maurice Thorez a dit alors à René Camphin: « si tu n'accuse pas Lecoeur, on va te mettre sur le dos la responsabilité du déraillement du train. C'est tout » a déclaré dans Mémoires d'Ex Auguste Lecœur au sujet de son entretien avec Camphin. Dans ce même ce même documentaire, il ne donne qu'une seule précision, la direction du PCF laissait entendre à Camphin en 1954 qu'un « militant du PCF qui avait un poste important à la gare d'Arras informa le secrétaire fédéral de l'époque », soit René Camphin lui-même, qu'un train de CRS allait passer cette nuit-là. Selon cette thèse rapportée par Lecoeur, qui précise qu'il travaillait à cette époque à Paris, les auteurs du déraillement pourraient être des cheminots grévistes du Pas-de-Calais, qui auraient « agi à l'insu de leur principal dirigeant fédéral, René Camphin ». Lecoeur ne donne aucune autre précision ou éléments sur la façon dont il l'aurait appris, sinon une lettre de Camphin. Il parle par ailleurs de rumeurs, et tient à préciser que Camphin lui a précisé n'avoir joué aucun rôle dans le déraillement.
Opérée dans une partie de la voie courbe et entre deux talus, pour aggraver les conséquences du déraillement, le sabotage avait causé la mort d'une vingtaine de personnes vers trois heures du matin, suscitant l'indignation générale et accélérant la reprise du travail. La garde à vue d'une quinzaine de cheminots pendant plusieurs jours après la catastrophe n'avait donné aux enquêteurs aucun indice sur la piste d'une responsabilité des grévistes, dont les plus en verve s'étaient contentés d'immobiliser une locomotive en gare, comme ils l'avaient fait dans de nombreuses autres villes. Lors du procès en appel pour l'indemnisation des familles des victimes, en juillet 1953, l'avocat de la SNCF avait au contraire prouvé que « plusieurs trains avaient emprunté ce parcours dans les heures précédant » le déraillement, dont aucun contenant des forces de l'ordre, qui recouraient alors plutôt à des camions pour quadriller un bassin minier dispersé et étendu.

### Conséquences électorales et famille
Le 16 mai 1954 la législative partielle déclenchée par la mort de René Camphin est gagnée par Camille Delabre (SFIO). Le Monde observe alors que « le parti socialiste conserve de fortes assises dans une circonscription où il avait avant-guerre cinq députés sur huit » et qu'Auguste Lecoeur est devenu un « mort-vivant ». Une semaine après, la section communiste d'Arras vote, le 23 mai, une motion exprimant le souhait « d'aller dans les cellules discuter des fautes graves commises par Lecœur » et de « condamner les arguments des adversaires de notre Parti tendant à associer le nom de René Camphin » à celui d’Auguste Lecœur, dans le cadre d'une campagne nationale du PCF, de dénonciation d'Auguste Lecœur. Mais au cours des années 1950, Maurice Camphin père, « entretenait des relations difficiles avec la direction de la Fédération communiste du Pas-de-Calais ».
Un an après sa mort, sa mère Eugénie Camphin  est présentée par le PCF aux élections de 1955 dans le canton d’Arras-nord et perce à 16 % des suffrages. À nouveau présentée aux municipales de 1965 par le PCF, elle le quitte en 1968 pour devenir directrice du journal Liberté vaincra publié par Jean-Paul Sartre dans la région en décembre 1970 lors d'un tribunal d'opinion décidant une sanction symbolique après un coup de grisou sur le modèle du Tribunal Russell jugeant les des États-Unis pour la guerre du Vietnam.
La mort de René Camphin débouche sur un affaiblissement durable du PCF dans son département: après la percée des trois élections législatives précédentes, il baisse aux deux suivantes et ne retrouvera jamais son niveau de 1951. Aux législatives de 1956, le PCF est stable, en voix, au niveau national, profitant de l'effondrement du RPF qui avait percé en 1951, mais plus particulièrement car la SFIO a renoncé à profiter de la loi des apparentements, ce qui permet au PCF de gagner 47 députés en France, dont deux dans la région, mais tous deux dans le département du Nord. 
Dans le Pas-de-Calais, le PCF n'en profite pas et reperd un point, là où les socialistes regagnent au 5,5 points, enrayant leurs déclins des deux précédentes législatives. Dans la 2e circonscription, celle d'Arras et du bassin minier, fief du PCF, les socialistes regagnent même huit points, à presque 33 % des voix et le PCF rebaisse, malgré une démographie favorable. C'est désormais dans l'autre partie du bassin minier, la 3e circonscription du Nord, que le PCF fait son meilleur résultat avec 37 % des voix, devant une SFIO à seulement 23,5 %. Guy Mollet, leader socialistes du Pas-de-Calais, est en position forte : sur les 89 députés SFIO élus en 1956, quinze viennent du Nord-Pas-de-Calais. Peu après ces législatives de 1956, il souffle la présidence du Conseil à Pierre Mendès France, pourtant donné favori car porte-parole du « Front Républicain ». Le PCF accepte même de soutenir Guy Mollet, car il a entre-temps commencé à se conformer à la détente pratiquée en URSS.
Aux législatives suivantes, le PCF perd ses douze députés dans la région. Son discours anti-fasciste ne parvient pas à profiter du Coup d'État du 13 mai 1958. La diabolisation du général De Gaulle, lancée par le quotidien régional communiste Liberté, sous forme d'un éditorial de Jacques Duclos, repris de L'Humanité a échoué, alors que Jacques Estager, journaliste local de Liberté, avait préféré une distinction plus fine entre les « ultras » et de Gaulle. Dans le Nord, la chute du PCF a surtout lieu au référendum de septembre 1958 et reste plus modérée aux législatives de novembre , alors que, dans le Pas-de-Calais, le recul est beaucoup plus spectaculaire aux législatives: -8 %, sanctionnant l'équipe imposée par Paris pour succéder à Lecoeur, Camphin, Pannequin et Legrand.
Huit ans après le décès de René Camphin, son fils, qui porte le même prénom, est présenté par le PCF aux législatives de novembre 1962 dans la deuxième circonscription du Pas-de-Calais, l'une des quatorze créées en 1958 dans le département, où il a cependant peu de chances d'être élu car le bassin minier n'en fait plus partie. Ses affiches de campagne rappellent qu'il a effectué des missions pendant la Résistance malgré son très jeune âge, ainsi que le parcours de son père et de ses deux oncles fusillés par les Allemands.

## Distinctions

### Décorations
- Chevalier de la Légion d'honneur.
- Croix de guerre.
- Médaille de la Résistance (avec rosette).
- Médaille des évadés

## Sources
- Dictionnaire biographique du mouvement ouvrier français, notice de Daniel Hémery